# Poul Helgesen
Poul Helgesen (født omkring 1485 i Varberg i Halland (nu Sverige)  – død efter 1534) var en dansk teolog, historiker og humanist. Han skrev Skibbykrøniken.

## Liv og karriere
Helgesen blev munk i karmeliterklosteret i Varberg. Hans mor var af svensk afstamning, men intet vides om faren. Han underskrev sig Paulus Heliæ, en latinsk udgave af hans navn.
I 1517 var han i Helsingør, hvor han indledte humanistiske studier og især blev optaget af Erasmus af Rotterdams skrifter. Allerede før Luther trådte frem, havde Poul Helgesen skarpt kritiseret misbrug i den katolske kirke. I 1519 blev han leder af karmeliternes kollegium i København og var forelæser ved universitetet. Han var påvirket af Luthers tanker og kom selv til at påvirke sine studenter med reformatorisk tankegods, så mange af dem senere blev foregangsmænd i den danske reformation. 
Efterhånden blev Poul Helgesen mere kritisk over for den lutherske lære og praksis og gav højlydt udtryk herfor, samtidig med at han bevarede sin kritiske holdning over for katolske misbrug. Det gjorde ham forhadt i begge lejre og skaffede ham øgenavnet "Poul Vendekåbe".
Han udgav flere bøger på dansk som Luthers "Bedebog". Han var en fremragende historiker, og på latin skrev han Skibbykrøniken, der især behandlede samtiden i stærkt polemisk form. Håndskriftet blev i 1650 fundet indmuret i Skibby Kirke i Horns Herred. 
Han optrådte på herredagen i København i 1530, hvor han især gik hårdt mod Hans Tausen, og det gentog sig i 1533. Nationalt og religiøst vendte han sig stærkt mod den senere Christian 3. og dennes holstenske følgeskab. 
Sidste gang, vi hører om Poul Helgesen, er i 1534, og han forsvinder sporløst ud af historien.